# به رسمیت شناختن دیپلماتیک
به رسمیت شناختن دیپلماتیک (به انگلیسی: Diplomatic recognition)، در حقوق بین‌الملل یک رفتار سیاسی یا کنش یک‌جانبه با پی‌آمدهای قانونی درون‌مرزی و بین‌المللی یک دولت است که به موجب آن: اقدام یا وضعیت کشور یا حکومت دیگری؛ (که ممکن است خود یک کشور به رسمیت شناخته شده باشد) را در ادارهٔ آن، از دیدگاه خود، روا می‌داند. به رسمیت شناختن می‌تواند به صورت عملاً دوفاکتو یا دوژور قانونی که شناسایی کامل و بدون قید و شرط است انجام پذیرد. شناخت می‌تواند تنها اعلامیه‌ای توسط یک دولت در رابطه با اعلام به رسمیت شناختن باشد، یا با یک اقدام به رسمیت شناختی مانند ورود به یک معاهده با دولت‌های دیگر صورت گیرد. رأی یک کشور در سازمان ملل متحد در حمایت از عضویت یک کشورِ دیگر تأیید ضمنی آن کشور توسط کشور رای‌دهنده‌است، زیرا تنها کشورها می‌توانند عضو سازمان ملل متحد باشند.
عدم به رسمیت شناختن بخشی از کارهای ویژهٔ یک دولت به طور معمول رد به رسمیت شناختن خود آن دولت نیست. به عنوان مثال، رد بین‌المللی اشغال قلمرو خاصی توسطِ یک دولتِ به رسمیت شناخته شده به معنی عدم شناخت خود آن دولت نیست، و همین‌طور رد کردن تغییر دولت با استفاده از روش غیرقانونی.

## شناخت کشورها و دولت‌ها

به رسمیت شناختن دیپلماتیک باید از شناخت رسمی کشورها یا دولت‌ها متمایز باشد. این واقعیت که دولت‌ها روابط دیپلماتیک دوجانبه را حفظ نکنند به این معنا نیست که آنها یکدیگر را به رسمیت نمی‌شناسند. یک دولت به توافق نظر در مورد شناخت دو جانبه رسمی به هر کشور دیگر نیازی ندارد، و برخی از کشورها بر اساس یک سیاست کلی آن را به کلی انجام نمی‌دهند.

## کشورهای به رسمیت شناخته نشده
نوشتار اصلی: کشورهای به رسمیت شناخته نشده